# Bannberscheid

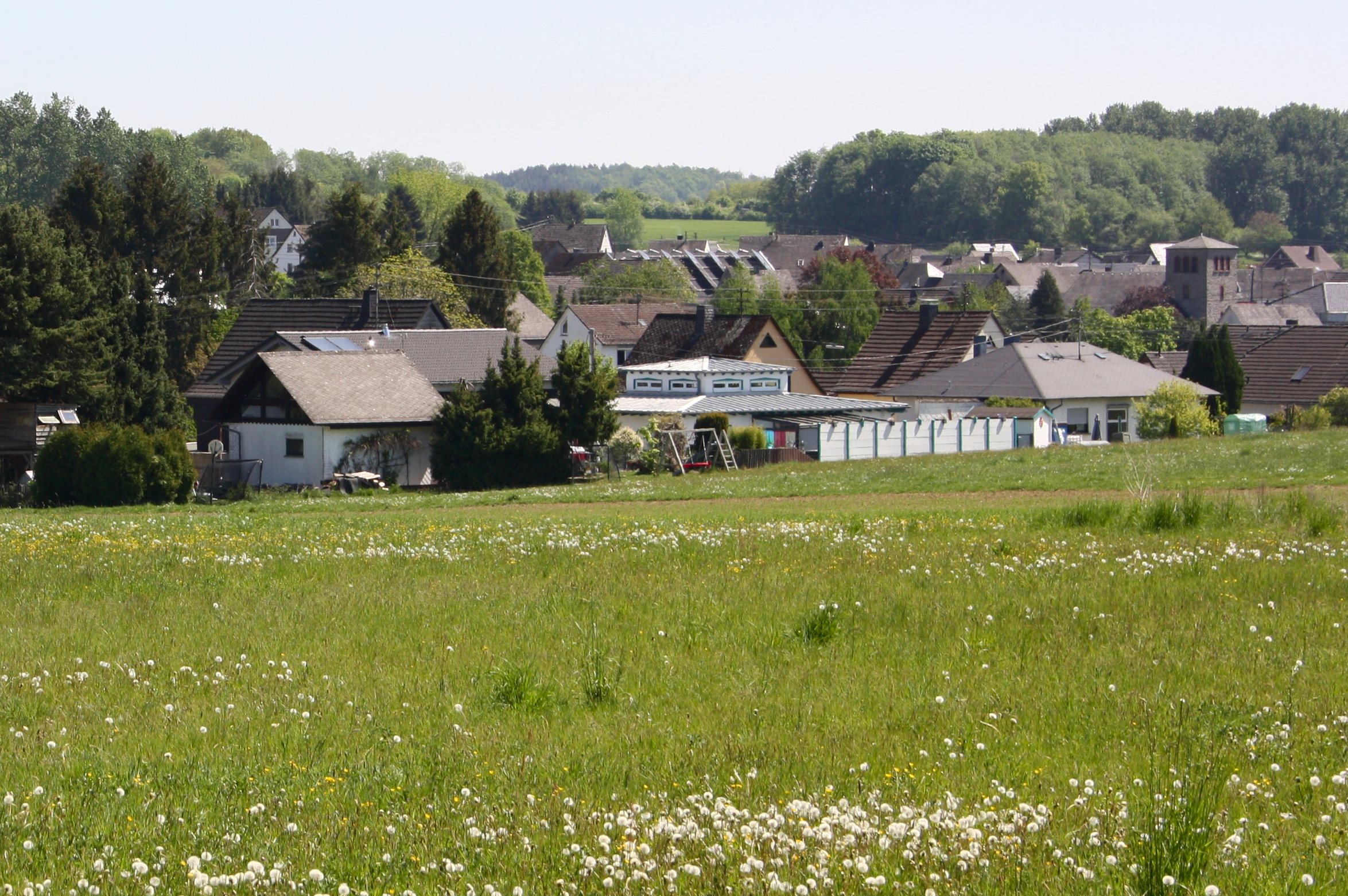
Ansicht von Bannberscheid

Bannberscheid ist eine Ortsgemeinde im Westerwaldkreis in Rheinland-Pfalz. Sie gehört der Verbandsgemeinde Wirges an.

## Geographische Lage
Das Dorf liegt nördlich von Montabaur in etwa 270 m Höhe in einem Wiesengrund mit allmählich ansteigendem Hang, innerhalb der Mittelgebirgslandschaft des Westerwaldes, die vom hohen Westerwald und dem Montabaurer Höhenzug umrahmt wird. Durch den Ort fließt der Aubach.

## Geschichte
Bannberscheid wurde erstmals im Jahr 1211 als Berenscheit urkundlich erwähnt.
Von 1895 bis 1897 wurde die Dorfkirche erbaut. Der Ort wurde 1921 elektrifiziert und 1937 ans Kanalisationssystem angeschlossen. Bis in die 1960er Jahre war der Tonbergbau die Haupterwerbsquelle.
Bevölkerungsentwicklung
Die Entwicklung der Einwohnerzahl von Bannberscheid, die Werte von 1871 bis 1987 beruhen auf Volkszählungen:
| Jahr | Einwohner |
| 1815 | 156       |
| 1835 | 176       |
| 1871 | 187       |
| 1905 | 250       |
| 1939 | 346       |
| 1950 | 400       |

| Jahr | Einwohner |
| 1961 | 423       |
| 1970 | 485       |
| 1987 | 540       |
| 1997 | 579       |
| 2005 | 606       |
| 2023 | 683       |

## Religion

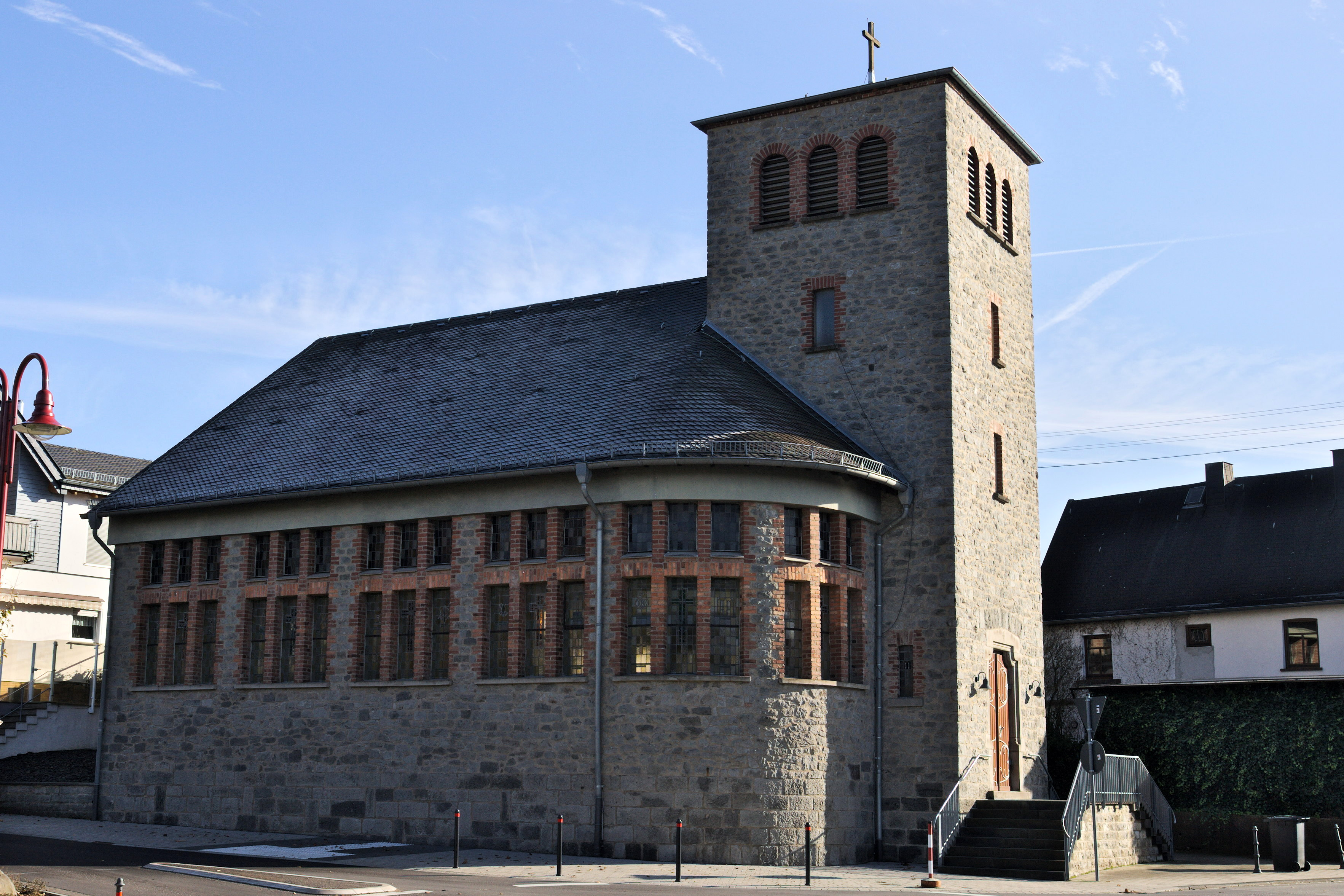
Kirche

Der überwiegende Teil der Bevölkerung ist römisch-katholisch. Im Ort befindet sich eine Filialkirche der Pfarrei St. Bonifatius (Wirges), Bistum Limburg. Die rund 100 evangelischen Christen werden von der Evangelischen Martin-Luther-Kirchengemeinde Wirges betreut, die zur Evangelischen Kirche in Hessen und Nassau gehört.

## Politik

### Bürgermeister
Georg Holl wurde am 15. August 2019 Ortsbürgermeister von Bannberscheid. Da bei der Direktwahl am 26. Mai 2019 kein Bewerber angetreten war, wurde er gemäß Gemeindeordnung durch den Rat gewählt. In der Direktwahl am 9. Juni 2024 wurde Holl mit 85,2 % der Stimmen ohne Gegenkandidaten in seinem Amt bestätigt.
Holls Vorgänger Gerd Hommrich hatte das Amt 15 Jahre ausgeübt.

### Wappen
| Wappen von Bannberscheid | Blasonierung: „Durch einen silbern-rot geteilten Schräglinksbalken geteilt von Blau und Gold, oben ein goldenes Mühlrad, unten am Schildrand drei blaue Stufen.“ |
| Wappen von Bannberscheid | Die Einführung des Wappens wurde 1992 vom Gemeinderat initiiert.                                                                                                 |

## Wirtschaft und Infrastruktur

### Verkehr
- Östlich des Ortes verläuft die B 255 die Montabaur und Rennerod verbindet.
- Die nächste Autobahnanschlussstelle ist Montabaur an der A 3 Köln–Frankfurt am Main, etwa drei Kilometer entfernt.
- Die nächstgelegenen Bahnhöfe sind der Bahnhof Goldhausen an der Bahnstrecke Limburg-Staffel–Siershahn sowie der Bahnhof Montabaur an der Schnellfahrstrecke Köln–Rhein/Main sowie der Bahnstrecke Limburg-Staffel–Siershahn. Hier verkehren ICE-Züge in Richtung Frankfurt am Main, Mainz, Wiesbaden, Köln und Düsseldorf sowie die Züge der Regionalbahnlinie 29 Richtung Limburg (Lahn) und Siershahn.
- Der Bahnhof Bannberscheid-Staudt lag an der stillgelegten Bahnstrecke Herborn–Montabaur. 1964 wurde der Bahnhof in einen Haltepunkt umgewandelt[7] und 1981 der Personenverkehr eingestellt.